# حكومة أنطونيو مورا الطويلة
عرفت حكومة أنطونيو مورا الثانية التي كانت في السلطة في اسبانيا بين يناير 1907 وأكتوبر 1909 خلال الفترة الدستورية لعهد ألفونسو الثالث عشر بالحكومة الطويلة بسبب استمرارها فترة ثلاث سنوات. وقد اعتادت الحكومات الإسبانية في ذلك الوقت ان تكون فتراتها أقل بكثير. وتختلف تلك الحكومة عن حكومة مورا الأولى التي تولت الرئاسة مابين ديسمبر 1903 وديسمبر 1904 حيث استمرت لمدة عام واحد فقط. وخلال فترة الحكومة الطويلة كان لدى مورا وقت لتطبيق برنامجه السياسي الذي وصفه بأنه ثورة من أعلى، لكنه لم يستطع إتمامها بسبب سقوطه نهاية 1909 بعد أحداث الأسبوع المأساوي لبرشلونة والقمع الذي أعقبه، ثم أتى إعدام فرانسيسكو فيرير مؤسس المدرسة الفوضوية مما استقطب الإدانة من الرأي العام المحلي والدولي فتعرض مورا لمضايقة المعارضة حتى استقال.

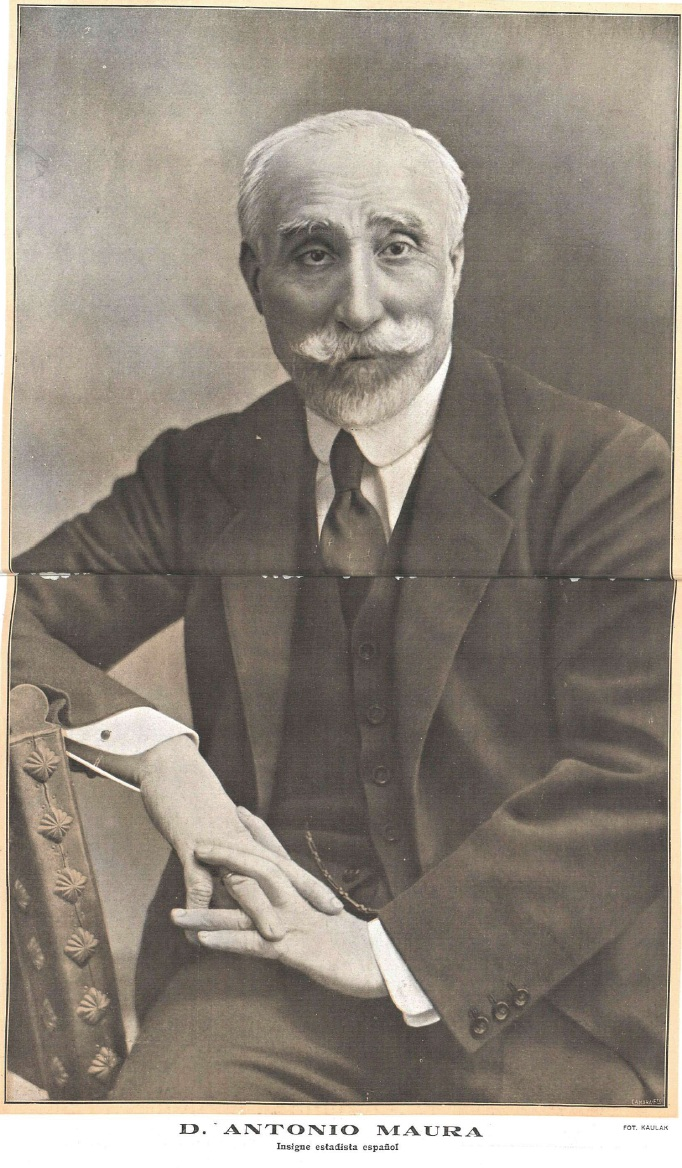
أنطونيو مورا.

## الوصول إلى السلطة
أتت الموافقة على قانون الاختصاص القضائي [الإسبانية] بأزمة داخل الحزب الليبرالي - الحزب الذي تناوب على السلطة مع المحافظين في فترة عودة البوربون. فحلت الأزمة باستقالة سيجسموندو موريت من منصبه في يوليو 1906. وأعقب ذلك ثلاثة رؤساء وزارة لحكومات ليبرالية، ولكن استمر الشقاق بين الفصائل الحزب حتى دعا الملك في يناير 1907 زعيم حزب المحافظين أنطونيو مورا لتشكيل الحكومة الأولى. وربط المؤرخ مانويل سواريز كورتينا بين سقوط موريت بالهجوم الذي قام به الفوضوي ماتيو مورال لاغتيال الملك في حفل زواجه من فيكتوريا أوجيني حفيدة الملكة فيكتوريا ملكة بريطانيا في 31 مايو 1906، ولم يصاب الملك ولا زوجته من عملية الاغتيال. وعزا مؤرخين مثل خافيير توزيل وجينوفيفا غارسيا كويبو دي لانو إلى مطالبتهم بالحصول من الملك على حل البرلمان الثاني من أجل الليبراليين من أجل تقديم أنفسهم بأغلبية مريحة لبرنامج «مؤسف حقا»، ووفقا للمؤرخ نونسيو فإن البرنامج الذي ينوون تطبيقه كان الاعتراف بالزواج المدني وعلمنة المقابر. فإن قبل الملك بحل البرلمان فإن القاعدة غير المكتوبة في نظام عودة البوربون ستتعطل بمنح حل الكورتيس مرتين متتاليين إلى نفس الحزب. وكان أنطونيو مورا أحد السياسيين الذين نصحوا الملك بعدم الحل، فاتهمه موريت بتهديد الملك بـ «انسحاب» الحزب المحافظ، وهو اتهام نفاه مورا بسخط لكنه اعترف بأن من شأنه أن يعطي منصبه كرئيس لوزراء إذا جرت انتخابات جديدة مع الليبراليين في السلطة لأن ذلك كان يعني ببساطة «تدمير النظام الدستوري بتقنين جميع السياسات حسب الرغبة الملكية».

## انتخابات 1907 وإندفاع التكتل الكاتالوني
نال أنطونيو مورا من الملك ألفونسو الثالث عشر بعد الاستخدام الصحيح للنظام عودة البوربون السياسي، حصل أنطونيو مورا من الملك ألفونسو الثالث عشر على قرار بحل الكورتيس والدعوة إلى انتخابات جديدة للحصول على أغلبية واسعة في البرلمان. في هذه المناسبة، كان وزير الداخلية خوان دي لا سيرفا يعمل بكامل طاقته لتلبية تطلعات الأحزاب المحافظة على حساب الحزب الليبرالي الذي كان لديه أقل عدد من النواب في البرلمان، مماعتاد أن يتحول الحزب بعدها إلى المعارضة التي رفعت احتجاجات الليبراليين. وهكذا جرت الانتخابات في أبريل 1907 التي سيطرت عليها فضيحة وزير الداخلية خوان دي لا سيرفا الذي تجاوز أساليب روميرو روبليدو. فحصل المحافظون على انتصار ساحق مع 252 نائبا، مما أدى إلى انسحاب الليبراليين الذين نالوا 74 احتجاجا على أساليب دي لا سيرفا التي حطمت الاتفاق بين أطراف نظام تداول السلطة

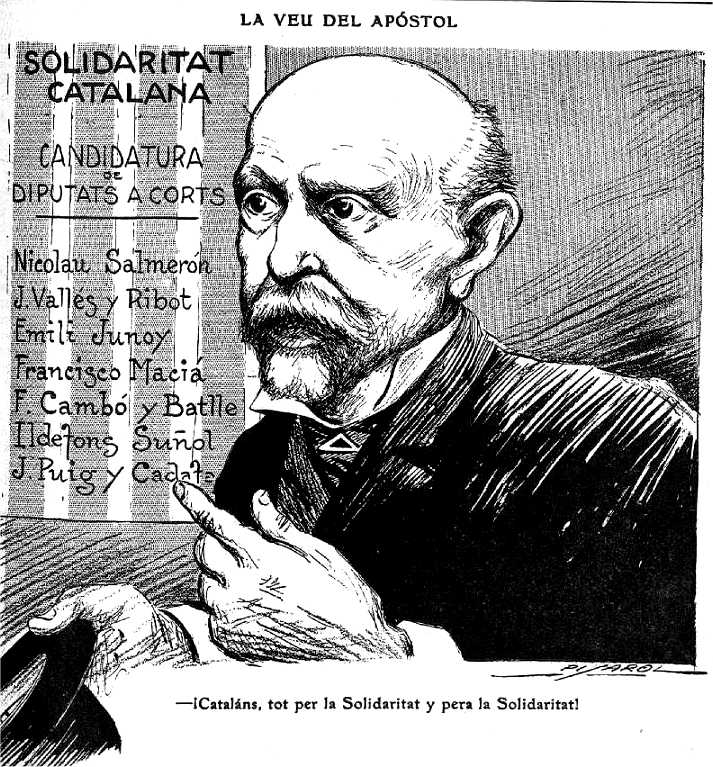
الملصق الانتخابي للتكتل الكاتالوني على صورة نيكولاس سالميرون.

وكان آخر الإبداعات العظيمة في الانتخابات هو انتصار الساحق للتكتل الكاتالوني الذي نال على 41 نائبًا من أصل 44 عضوًا ينتمي إلى كاتالونيا. وتم تشكيل الائتلاف برئاسة الجمهوري العجوز نيكولاس سالميرون في مايو 1906 رداً على الموافقة على قانون الاختصاصات حيث اتحد معظم الجمهوريين -ما عدا حزب اليخاندرو لروكس- والكاتالان -الرابطة الإقليمية والاتحاد الكاتالاني والمركز القومي الجمهوري- بالإضافة إلى الكاتاليين الكارليين.
كانت نجاحاتهم مذهلة بحشدهم مظاهرات ضخمة مثل التي جرت في برشلونة يوم 20 مايو 1906 والتي جمعت 200,000 شخص. وكما أشار المؤرخ بورخا دي ريكر:«بفضل التكتل الكاتالوني الذي بالكاد كان له حضور مؤسساتي [في انتخابات نوفمبر 1905 حيث لم يحصل إلا على سبعة نواب] ولكن سرعان مانتشر في جميع أنحاء كاتالونيا». فبعد انتصاره في انتخابات أبريل 1907 «تغيرت الحياة السياسية الكاتالونية وتغيرت معها سياسة حكومات مدريد بل وحتى التاج نفسه التي يجب أن تحتسب بأن المسئلة الكتالونية أضحت أحد أكثر المسائل قلقا في الحياة السياسية الإسبانية».

## مشروع «الثورة من القمة»
أطلق مورا مشروعه «الثورة من القمة» بين سنوات 1907-1909 في نظام العودة -وهو إصلاح النظام السياسي للمؤسسات بمبادرة من الحكومة نفسها- وكان غرضه الأساسي هو الحصول على دعم شعبي لنظام الملك ألفونسو الثالث عشر يضع حدا لتسلط الزعماء المحليين. وفقا لما قاله خافيير مورينو لوزون، كان لدى مورا "قناعة مفادها أن أي بلد ريفي وكاثوليكي مثل إسبانيا لن يتم التحكم فيه إلا بتعزيز آليات القمع إذا لزم الأمر، وسيكون لصالح التاج والكنيسة والنظام الاجتماعي الأساسي، وتلك هي رغبات المحافظين" هكذا برر مورا ثورته من القمة.

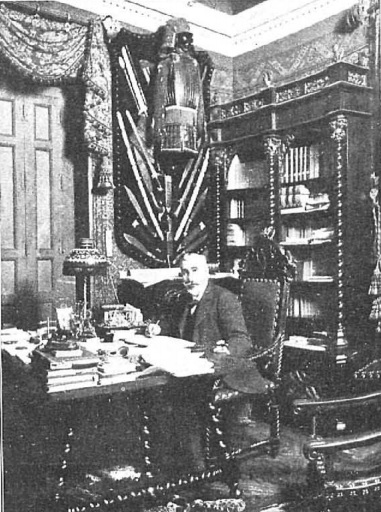
أنطونيو مورا في مكتبه

ومع ذلك فقد بدأت حكومة مورا بداية غير متناسقة لأنه في الانتخابات التي جرت استخدم شبكة الزعماء المحليين للوصول إلى أغلبية كبيرة في الكورتيس. كانت المهمة الأولى الموكلة إليه هي الموافقة على القانون الانتخابي الجديد.

### القانون الانتخابي الجديد
من أهم المستجدات التي أدخلت في قانون الانتخابات والذي تمت الموافقة عليه في أغسطس 1907 لتعديل قانون 1890 هو نقل عملية إعداد القوائم الانتخابية من البلديات إلى المعهد الوطني للإحصائيات، وأيضا ايقاف السيطرة على العملية الانتخابية التي تتوافق مع مجلس التعداد المركزي. كما تم تجريم الخداع في الانتخابات، وفي بعض حالات الاحتيال تحول القضية إلى المحكمة العليا. ومن ناحية أخرى طبق التصويت الإلزامي للتشجيع على المشاركة في الانتخابات، وانشئت المادة 29 للتأكيد بعدم عقد انتخابات في الدوائر الانتخابية التي بها مرشح وحيد مما يعني أنه فائز تلقائيا. وهدفت كل تلك التدابير على إنهاء التزوير بالانتخابات.
لكن غرض مورا المعلن لجعل القانون الانتخابي الجديد يحقق انتخابات «صادقة» لم يتم الوفاء به لأنه لم يتخل عن الدوائر ذات العضو الواحد، وهي قاعدة قوائم المرشحين الذين يثبتون فوز الحزب الحكومي. وفوق ذلك ازداد الاحتيال بسبب تطبيق المادة 29 حيث قال مانويل سواريز كورتينا:«في بعض الانتخابات كان هناك ثلث البرلمان نجحوا بسبب هذا الإجراء. وكان ذلك في انتخابات 1910 وما تلاها؛ ففي حين بقي النظام البرلماني ساري المفعول إلا أنه تم انتخاب أكثر من مائة نائب بموجب المادة 29». وبالتالي ووفقا لهذا المؤرخ فإن نتيجة الإصلاح الانتخابي هي أنها «أعاقت المنافسة الانتخابية والانفتاح على قوى اجتماعية وسياسية جديدة». سبب آخر لفشل القانون هو الحفاظ على نظام الأغلبية الانتخابية والذي شكل عقبة أمام الوصول إلى برلمان الأقليات.
قيم الاشتراكي جوليان بيستيرو القانون بهذه الطريقة:

### مشروع قانون الإدارة المحلية
ومما لا شك فيه أن مشروع مورا الرئيسي كان هدفه إصلاح الإدارة المحلية لمنح البلديات ومجالس المقاطعات حكم ذاتي حقيقي «وهي التي عانت بشدة من موارد شحيحة وبالتالي قدمت خدمات ناقصة». ووفقاً لسواريز كورتينا كان من المتوقع أن تتمكن البلديات من «امتلاك أو الحصول أو التصرف في السلع والخدمات التي كانت تعتمد في السابق على الحكومة» من خلال منحها صلاحيات «في مسائل الأمن والأشغال العامة والصحة والرعاية الاجتماعية والتعليم». اقترح مورا نظاما تعاونيا انتخابيا للبلديات، فنال دعم نواب الرابطة الإقليمية لكاتالونيا إحدى مكونات التكتل الكاتالوني، الذي أيد أيضا إمكانية أن يفتح المشروع بابا لإنشاء مجلس لتنظيم إقليمي [الإنجليزية] يدير خدمات معينة، لأن ذلك يمكن أن يكون هيئة تمثل كاتالونيا كلها. إلا أنه بالنهاية لم توافق المعارضة الليبرالية على المشروع لأنهم عارضوا بالأساس على تصويت النقابات، فقد لجأوا إلى التعويق البرلماني أثناء النقاشات.
ووفقا لجيرمان لوبيز فإن أحد أهداف المشروع هو منع نمو الأحزاب الجمهورية في المدن الكبيرة - في سنة 1907 كان للجمهوريين 415 نائبا في بلديات عواصم المقاطعات مقابل 348 من الحزب المحافظ و 375 من الحزب الليبرالي. ومن هنا «يكون القضاء على الاقتراع العام لانتخاب نواب إقليميين وإدخال ممثلي النقابات في البلديات وتعيين رؤساء البلديات عن طريق أمر ملكي». وأجرى الاشتراكي خوان بستيرو تقييم مماثل للقانون:

### تعزيز القومية الإسبانية وسياستها الاقتصادية والاجتماعية
لم يكن نهج الرابطة الكاتالونية المتبعة عقبة أمام تطوير سياسة إسبانيا القومية -مثل الالتزام برفع علم المملكة في الاحتفالات الرسمية- والتي امتدت إلى المجال الاقتصادي بحماية وتشجيع الصناعة الوطنية. وكانت أهم مبادرة هي الموافقة على برنامج إعادة الإعمار الخاص بفريق الحرب التي تم تفويضه على أحواض بناء السفن الإسبانية. وتم إطلاق أول سفينة حربية مخطط لها سابقا «إسبانيا» في سنة 1912. ومن ناحية أخرى وبعد سياسة التأميم الإسبانية نظمت الحكومة رحلات للملك «تجسيد حي للوطن وفقا لمورا» في أنحاء مختلفة من إسبانيا وخاصة كاتالونيا.
كما تعامل مورا مع القضايا الاجتماعية من خلال إطلاق سلسلة من المبادرات التشريعية المتعلقة بالراحة يوم الأحد وعمل النساء والأطفال والهجرة والإضرابات والتوفيق والتحكيم في علاقات العمل في الصناعة وما إلى ذلك. وتوج ذلك بإنشاء المعهد الوطني للضمان الاجتماعي.

### السياسة العامة: مشروع قانون مكافحة الإرهاب
خطط وزير الداخلية الاستبدادي خوان دي لا سييرفا بوضع سياسة النظام العام وهو الذي بالإضافة إلى تنظيمه للاحتيال الانتخابي إلا انه انتهى مع آخر بقايا اللصوصية التي كانت في إسبانيا، وأطلق سياسة أخلاق الأعراف والتقاليد التي لم يلق ترحيبا كبيرا مثل: الحد من القمار وإغلاق الحانات يوم الأحد أو تقليل من ساعات العمل الليلية من المطاعم والمسارح. وكان مشروعه الرئيسي هو قانون مكافحة الإرهاب الذي سمح للحكومة بإغلاق الصحف والمراكز الفوضوية وإبعاد المسؤولين عنها دون أمر قضائي.
هاجم الجمهوريين والاشتراكيين قانون مكافحة الإرهاب واعتبروه تهديد للحريات، انضم إليهم الليبراليين الذين عارضوا القانون أيضا. مما أدى ولادة «كتلة اليسار» التي قادتها ثلاث من كبرى صحف مدريد الليبرالية الموثوقة وترسخ الاحتفال بتجمع كبير «ضد مورا وعمله» في مسرح الأميرة مدريد في 28 مايو 1908، أي بعد ثلاثة أسابيع من صدور القانون لأول مرة من مجلس الشيوخ. وفي سبتمبر بمناسبة الاحتفال بذكرى ثورة 1868 امتلأ التحالف المناهض للثورة من الليبراليين والجمهوريين، فألقى الزعيم الليبرالي سيجسموندو موريت خطابا هاما الذي أكد أن التحالف لم يشكك في شكل الحكومة ولكنه عارض بشدة سياسات الحكومة المحافظة، كما دعا الاشتراكيين للانضمام إلى «كتلة اليسار» - فكانت الانتخابات البلدية التي جرت في مايو 1909 بمثابة انتصار كبير للجمهوريين في بعض المدن الكبرى نتيجة حملة «كتلة اليسار» ضد قانون مكافحة الإرهاب.

## الأسبوع المأساوي وسقوط مورا

### أسبوع برشلونة المأساوي
إستفادت كلا من فرنسا وإسبانيا من الأزمة الداخلية في المملكة العلوية المغربية فوقعتا معا اتفاقا في أكتوبر 1904 -بموافقة بريطانيا العظمى- بإقامة «مناطق نفوذ» لكل منهما «لضمان» حكم السلطان. إلا أن احتجاج ألمانيا قد اضطرهم لعقد مؤتمر دولي حول المغرب في الجزيرة الخضراء أوائل سنة 1906 ونتيجة لذلك تم التوقيع على معاهدة أبقت المغرب بموجبها على استقلالها لكنها منحت السيطرة على موانئها المفتوحة للتجارة الأوروبية إلى فرنسا وإسبانيا كضامنين للنظام في السلطنة العلوية. في ذلك العام نفسه توصلت إسبانيا إلى اتفاقية لاستغلال مناجم الحديد في الريف والتي تم تأسيس الجمعية الإسبانية للمناجم التابعة لها وبدأت في 1908 ببناء سكة حديد للتعدين من مليلية.

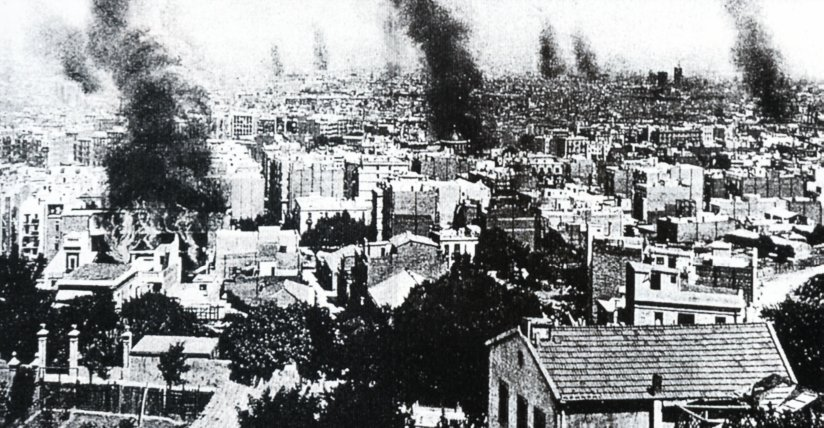
أصبحت برشلونة ("مدينة محروقة") خلال الأسبوع المأساوي.

في 9 يوليو 1909 هاجم رجال قبائل الريف عمال بناء السكة الحديد -قُتِل أربعة من العمال الإسبان- فأرسلت قوات من مليلية لكنها واجهت مقاومة لم تتوقعها، فقررت الحكومة إرسال تعزيزات من إسبانيا، فسار 44,000 جندي العديد منهم من جنود الاحتياط متزوجين ولديهم أطفال. مما أثار موجة من الاحتجاجات ضد حرب المغرب التي بلغت ذروتها بعد دخول الجيش برشلونة، فحدثت فيها كارثة الأسبوع المأساوي أحد أكثر اللحظات حرجًا في حقبة عودة البوربون.
كانت البداية في يوم الاثنين 26 يوليو 1909 عندما اندلع إضراب عام في برشلونة وسرعان ما انتشر إلى مدن كاتالونية أخرى. ووقعت في ذلك اليوم حوادث عنيفة عندما هاجم المتظاهرون العربات المنتشرة في الطرق وقد أدى الإضراب إلى أعمال شغب ضد رجال الدين أثارها الفوضويين والجمهوريين من الحزب الجمهوري الراديكالي الذي يقوده أليخاندرو ليروكس من أمريكا الجنوبية. ثم أُعلن عن الجمهورية في ساباديل، ولكن لم يتمكن التمرد من التوسع إلى بقية أسبانيا ويرجع سبب ذلك إلى قدرة وزير الداخلية خوان دي لا سييرفا الذي قدم التمرد على أنه حركة «انفصالية». في 2 أغسطس دعا حزب العمال الاشتراكي إلى إضراب عام للاحتجاج على الحرب المغربية، لكنه فشل وألقي القبض على الزعماء الاشتراكيين الرئيسيين.
كان اندلاع العنف ضد رجال الدين هو الذروة، وفقا لما قاله خافيير مورينو لوزون:"كانت سنوات من الدعاية الثورية التي انتشرت فيها الثقافة الشعبية التي عزت آفات البلاد إلى تأثير الكنيسة واعتبروها زائفة ومشئومة. [...] [بالنسبة إلى مثيري الشغب] لم تخدم الأوامر الدينية أصحاب الثروات العظيمة الأقوياء بل وكانوا يكتنزون بالثروات وينافسون منافسة اقتصادية غير عادلة مع العمال في ورش عملهم، مما تسبب في كل أنواع التعذيب على أعضائها. كما حاولوا وضع حد لشبكة المراكز الدينية المكرسة للتعليم والإحسان ورموز النظام الاجتماعي البغيض وقد دمرها تلاميذهم السابقون والمستفيدون."
وبعد أسبوع من أعمال الشغب كانت المحصلة هي 104 مدني و8 من الحرس والجنود قتلى -والجرحى بالمئات- وأُحرق 63 مبنى دينيًا منهم 21 كنيسة و30 ديرًا. ولكن العقوبات الناتجة كانت شديدة وصعبة للغاية: أحكام بالإعدام -إعدم 5 منهم- وسجن 1700 شخص حيث حكم على 59 بالسجن المؤبد، ونفي 175 شخصا. وكان أكثر شخصية معروفة من بين المعتقلين هو والناشط الفوضوي فرانسيسكو فيرير غوارديا الذي أثار إعدامه في أكتوبر موجة من السخط في جميع أنحاء أوروبا. لم تتمكن المحكمة العسكرية من إثبات مسؤولية فيرير في الأحداث ولكنها مع ذلك حكمت عليه بالإعدام.

### قضية «فيرير»
بالبداية لم تظهر لأحداث مايعرف «بالأسبوع المأساوي» والقمع القاسي اللاحق أي عواقب سياسية. حيث أبلغت الملكة الأم والوصية السابقة ماريا كريستينا دي هابسبورغ رئيس مجلس النواب المحافظ إدواردو داتو بأن الملك «كان سعيدًا للغاية بجهود [مورا] وهدوئه وكيف كان يتوجه إلى كل مكان بسرعة». ولكن بدأت نظرة الملك تتغير في سبتمبر، حيث استقبل ألفونسو الثالث عشر وفدا من الصحافة الليبرالية اشتكت من الرقابة التي مايزال يخضع لها بأمر من الحكومة. وقد صدم أيضا بالتقرير الذي تلقاه حول كارثة وادي الذئاب حيث فقد أكثر من مائة جندي إسباني أرواحهم. لكن العنصر الحاسم في تغيير نظرتهم للوضع كان الحملة الدولية للاحتجاج على حكم الإعدام الذي أصدرته المحكمة العسكرية ضد الناشط الفوضوي فرانسيسك فيرير غوارديا حيث اتهمته بأنه المسؤول الأول عن أحداث الأسبوع المأساوية، والذي تم تنفيذه الإعدام في 13 أكتوبر على الرغم من طلبات تخفيف العقوبة، وهو احتمال أنه لم يرفعه مورا. وأرسلت ابنة فيرير رسالة إلى الملك تطلب فيها الرأفة عن والدها:

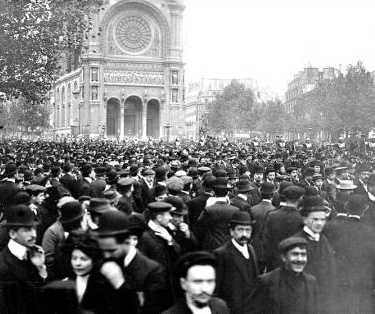
احتجاجات في باريس على إعدام فرانسيسك فيرير غوارديا (17 أكتوبر 1909).

وطبقاً لـ خافيير توسيل فإن الأدلة المقدمة ضد فيرير "كانت قليلة وناقصة خصوصًا أنها اعتبرته زعيم الفوضويين الإسبان". وذكر توسيل أيضا:"كانت للصحافة العالمية دافعا وعلى مدى أشهر لديها بالاهتمام في إسبانيا، ودائماً ماكانت تنقل عنها صورةً لبلد متخلف وبربري تهيمن عليه محاكم التفتيش الدينية والملكية الرجعية. ففي باريس كانت هناك أعلام إسبانية بها الكرنب الأسود وأيضا احرقت رموزها الوطنية. وفي سويسرا هتف المحتجون ضد إسبانيا وقساوستها. وفي روما طالب المتظاهرون بالاجتماع برئيس الوزراء. وفي لشبونة وقعت أعمال عنف، وألقيت قنابل على القنصلية الإسبانية في بوينس آيرس. وفي سالونيك كانت هناك مسيرات ومظاهرات، وفي جنوا رفض عمال الميناء تفريغ السفن الإسبانية. وفي مدينة بتروبوليس البرازيلية أُحرق تمثال للملك. وفي بريطانيا تكررت الاحتجاجات على مقتل فيرير... وفي كل القارة القديمة لم يتوقف الدبلوماسيون الإسبان عن إبداء أرائهم في وسائل الاتصال بعدما وصلت الاحتجاجات أبعادًا لايمكن تصورها ولايمكن تفسيرها.

### سقوط مورا
استغل الحزب الليبرالي الاحتجاجات الدولية التي لم يكن لها متابعة في إسبانيا للترويج لحملة مع الجمهوريين ضد الحكومة لإرباك مورا. وفي 20 سبتمبر انضم حزب العمال الاشتراكي إلى «الكتلة اليسارية» المناهضة للمورا متخليًا لأول مرة في تاريخه عن الانعزالية ورفض «الأحزاب البرجوازية». من هذا التحالف انتخب بابلو إيغليسياس السكرتير العام للحزب الاشتراكي نائبا عن مدريد في انتخابات فبراير 1910: وهي أول مرة وافق فيها الاشتراكي بدخول البرلمان الإسباني.
في 18 أكتوبر 1909 أي بعد خمسة أيام فقط من إعدام فيرير جرت مناظرة صعبة في مجلس النواب بين مورا وموريت. حيث طالب الأخير باستقالة الحكومة وناشد الملك قائلا:"إن شخصًا ما يجب أن يجعل المحافظين يدركون أنه يجب عليهم المغادرة. في العشرين من الشهر هاجم وزير الداخلية خوان دي لا سييرفا موريت بعنف شديد، وأخبره بأن سياسته عندما كان على رأس الحكومة أدت إلى التهجم على الملك وهو زعم رفض أن يسحبه. فتعقدت قضية التشهير تلك في الكورتيس عندما دعم مورا سييرفا بمصافحته. في اليوم التالي أعلنت صحيفة ليبرالية أن الوضع "خطير للغاية" لأن الليبراليين اتُهموا "باتصالات شريرة مع الفوضويين". وأكدت صحيفة "دياريو يونيفرسال" التي يملكها الليبرالي "الكونت رومانونس" أن الحكومة لا يمكن أن تستمر "إلى يوم آخر". وفي 22 أكتوبر ذهب مورا إلى القصر لمناقشة استمرارية حكومته مع الملك ولكن عندما قدم استقالته رسمياً قبلها الملك. وقال ابن مورا واسمه غابرييل بعدها بسنوات عديدة ان الفوضى تسببت بإقالة والده من منصبه رئيسا للحكومة. ثم أسمى الملك موريت بديلا عنه. ووصف المؤرخ نونسيو تغيير الحكومة بأنه "نصر أولى" لـ "الماسونية الدولية" ضد إسبانيا والملكية والكنيسة قبل كل شيء.

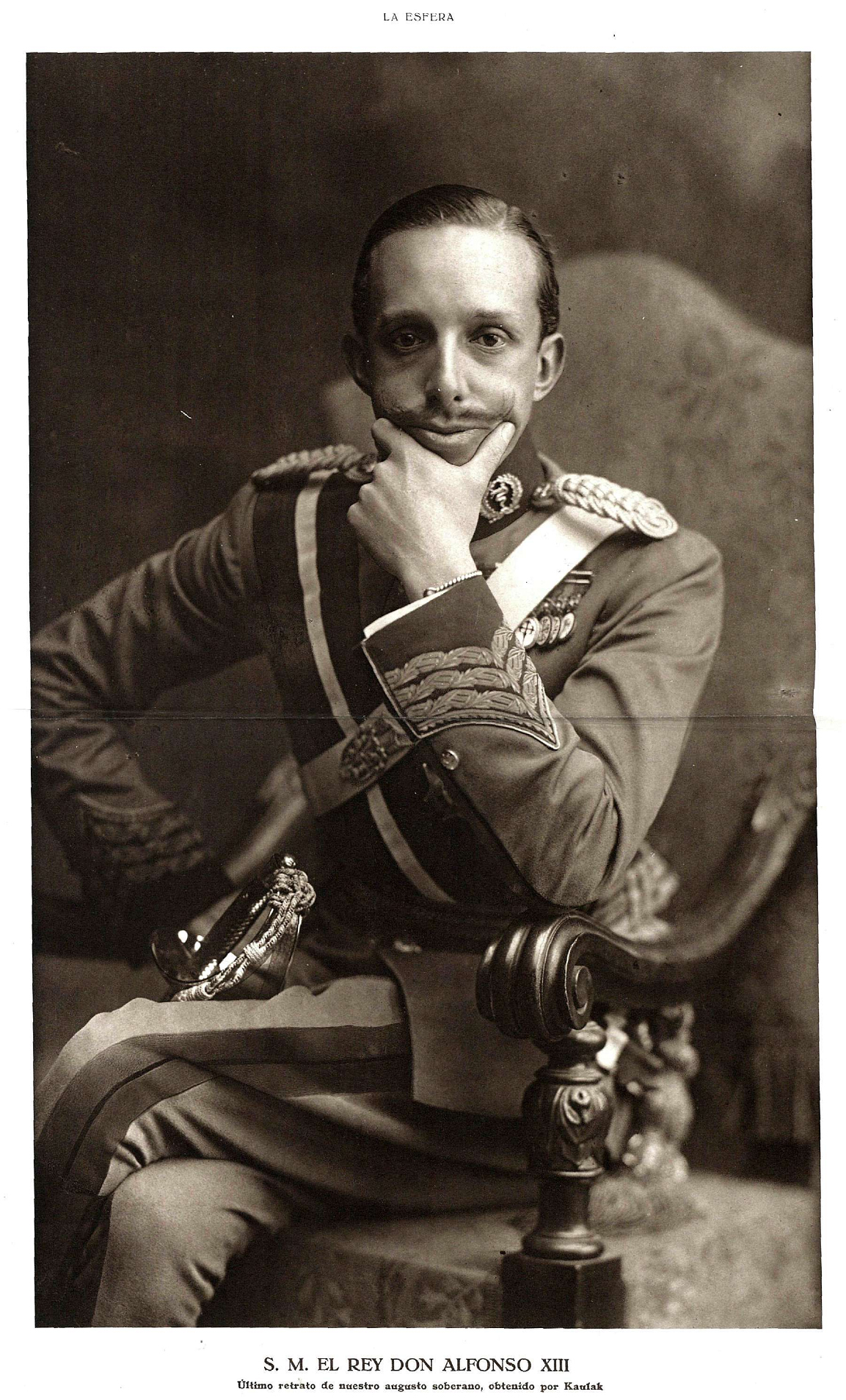
الملك ألفونسو الثالث عشر.

كانت عملية استبدال موريت بمورا حدثا غير عادي في حقبة عودة البوربون. فالحزب الذي كان في المعارضة وهو الليبرالي تمكن من اسقاط للحزب الذي كان في السلطة وهو الحزب المحافظ باللجوء إلى حملة في الشارع باحثا عن دعم الأحزاب «المعارضة للملكية» -الجمهوريين والاشتراكيين-. ولهذا السبب استجاب مورا إلى طلب عزله بإنهاء الاتفاقية التي استند إليها النظام السياسي للعودة. وفي تعليق للملك ألفونسو الثالث عشر لدبلوماسي بريطاني بعدها بفترة:«إن الليبراليين الموجودين الآن في السلطة لم يتصرفوا بشكل جيد. فالمعارضة خلقت مشاكل للحكومة بدلاً من دعمها في لحظة الطوارئ الوطنية».
كما أشار مانويل سواريز كورتينا بإن تسليم السلطة إلى الليبراليين كان له تداعيات كبيرة لأنه في المقام الأول قرب المسافة بين الطرفين الليبراليين والمحافظين بينما تباعدت مسافة مورا عن الملك. وارتبط موقف مورا أيضا برفضه للمعنى السياسي لكتلة اليسار التي اعتبر تحالفها مع الجمهوريين هجوما على المبادئ الأساسية لسياسة مورا الملكية. وهذا بفسر سبب صلابة موقفه لدرجة أنه اصطدم بمصالح التاج. "وبذلك أدت أزمة الأسبوع المأساوي إلى انهيار التضامن الأساسي الذي ربط أبطال المنعطف الضعيف، وهو دستور 1876 ». كما قال خافيير مورينو لوزون.
وفي تصريح له في جريدة "لو جورنال" الفرنسية أعرب الملك ألفونسو الثالث عشر عن أسفه "للتفسير الخاطئ" للأحداث التي وقعت في برشلونة، وأنه تأذى بشكل خاص من الصورة التي رسمت عن إسبانيا. وقال:"لو أننا أعطينا أذننا لبعض الفرنسيين سنظهر وكأننا دولة متوحشة". وعن قضية فيرير قال:"أنا ملك دستوري، دستوري لدرجة أنني لا أملك حتى حق العفو." وأضاف: "ألم يكن لديكم في بلادكم قضية دريفوس؟ هل خلطنا معها؟